# 林梦省
林梦省（英語：Limbang Division）是婆罗洲砂拉越的其中一个省份，也称第五省，是砂拉越最东边的省份。林梦省总面积有7,790平方公里，人口约有8.6万人，其中包括：马来族、华人、卡達央族、伊班族、比沙亚族与其它几个族群。林梦省主要经济来源于农业及木材业。此外，每年也有大批的旅客从文莱和沙巴到该省，所以旅游业也是其中重要经济来源。

## 地理
林梦省在砂拉越拥有独特的地理位置，它將文莱一分為二。林梦省的西边是西文莱，东边是沙巴，南边是美里省，而中间则是文莱的淡武隆县。由于独特的地理位置，林梦省拥有三个文莱-砂拉越邊界關卡和一个砂拉越-沙巴邊界關卡。

## 历史
林梦省现今的版图由多个区域所形成，主要是由大老山、林梦和老越一带组成。

### 大老山
在1884年，布魯克王朝与文莱苏丹阿都穆民签署了转交土地的政权。当时转交土地的地域包括大老山河（Sungai Trusan）一带，当时位於大老山县。而在官方记载里，转交区域的区划并不明确。

### 林梦
十九世纪末，林梦河右边一带属于苏丹哈希姆·加里鲁·阿南后裔。而另一个则在邦达鲁安河一带，属于慕達·穆罕默德·塔族丁（Pengiran Muda Damit Muhammad Tajuddin），即是拉者慕達哈心的儿子。在1885年，阿尔弗雷德·埃弗里特把邦达鲁安河一带买了，而之后在1913年，又轉賣给布鲁克家族。布鲁克也在1890年，获取了在林梦河和邦卡兰达乐（Pengkalan Tarap）的控制权，而在同年3月17日这两个地方形成了林梦县。当时林梦县的第一位县长里基茨先生（O.F. Ricketts）在1897年建了一座堡垒，但并没有为它命名。

### 老越
现今老越县的几个区域是布鲁克在1905年1月12日从英國北婆罗洲公司买来的。在二十世纪前，现今老越县里的浦南（Punang）是属于穆罕默德·塔里（Pengiran Muhamad Tali Bongsu bin Pengiran anak Mat Daud）。从香香（Siang-Siang）到瓜拉布布（Kuala Bunbun）一带是归达祖丁·其淡（Pengiran Tajudin Hitam bin Pengiran Pemaca）。兰加里（Langarih）至布布（Bunbun）地区属于章布（Pengiran anak Jambul bin Pengiran Ahmad）。老越河至文拉博河（Sungai Merapok）则归阿布·峇卡（Pengiran Abu Bakar）和达祖丁·其淡。

## 行政区划
林梦省下分成两个县：林梦县 (Limbang District)与老越县 （Lawas District）。林梦县下分一个副县：南嘉门达米副县（Nanga Mendamit Sub-District）。老越县下分两个副县：逊达副县（Sundar Sub-District）和大老山副县（Trusan Sub-District）。
| 林梦省 | 县   | 县         | 面积（平方公里） | 人口（2010年数据） |
| ------ | ---- | ---------- | ---------------- | ------------------ |
| 林梦省 | 林梦 | 林梦       | 3,978.10         | 48,186             |
| 林梦省 | 林梦 | 南嘉门达米 | 3,978.10         | 48,186             |
| 林梦省 | 老越 | 老越       | 3,811.90         | 38,385             |
| 林梦省 | 老越 | 顺达       | 3,811.90         | 38,385             |
| 林梦省 | 老越 | 大老山     | 3,811.90         | 38,385             |
| 林梦省 | 总计 | 总计       | 7,790.00         | 86,571             |